# Сантьяго Орменьйо
Сантьяго Орменьйо (ісп. Santiago Ormeño, нар. 4 лютого 1994, Мехіко) — мексиканський та перуанський футболіст, нападник мексиканського клубу «Пуебла».
Виступав, зокрема, за клуб «Гвадалахара», а також національну збірну Перу.

## Клубна кар'єра
Народився 4 лютого 1994 року. Вихованець юнацьких команд футбольних клубів «Америка» та «УНАМ Пумас».
У дорослому футболі дебютував 2017 року виступами за команду «Пьонерос», в якій провів один сезон, взявши участь у 13 матчах чемпіонату. 
Згодом з 2018 по 2022 рік грав у складі команд «Лобос БУАП», «Пуебла», «Куско», «Пуебла» та «Леон».
Своєю грою за останню команду привернув увагу представників тренерського штабу клубу «Гвадалахара», до складу якого приєднався 2022 року. Відіграв за команду з Гвадалахари наступний сезон своєї ігрової кар'єри.
Протягом 2023 року захищав кольори клубу «Хуарес».
До складу клубу «Пуебла» приєднався 2024 року. Станом на 7 жовтня 2024 року відіграв за команду з Пуебли 22 матчі в національному чемпіонаті.

## Виступи за збірну
У 2021 році дебютував в офіційних матчах у складі національної збірної Перу.
У складі збірної був учасником розіграшу Кубка Америки 2021 року у Бразилії.
| Дата       | Місто                | Господарі | Результат | Гості         | Турнір                                  | Голи | Примітки |
| ---------- | -------------------- | --------- | --------- | ------------- | --------------------------------------- | ---- | -------- |
| 21-6-2021  | Гоянія               | Колумбія  | 1 – 2     | Перу          | Копа Америка 2021 - 1-й етап            | -    | 83'      |
| 23-6-2021  | Гоянія               | Еквадор   | 2 – 2     | Перу          | Копа Америка 2021 - 1-й етап            | -    | 78'      |
| 27-6-2021  | Гоянія               | Венесуела | 0 – 1     | Перу          | Копа Америка 2021 - 1-й етап            | -    | 83'      |
| 2-7-2021   | Гоянія               | Перу      | 3 – 3     | Парагвай      | Копа Америка 2021 - чвертьфінал         | -    | 60'      |
| 6-7-2021   | Ріо-де-Жанейро       | Бразилія  | 1 – 0     | Перу          | Копа Америка 2021 - півфінал            | -    | 81'      |
| 10-7-2021  | Бразилія (місто)     | Колумбія  | 3 – 2     | Перу          | Копа Америка 2021 - Фінал 3º-4-те місце | -    | 78'      |
| 10-10-2021 | Ла-Пас               | Болівія   | 1 – 0     | Перу          | Відбір до ЧС 2022                       | -    | 67'      |
| 28-1-2022  | Барранкілья          | Колумбія  | 0 – 1     | Перу          | Відбір до ЧС 2022                       | -    | 84'      |
| 1-2-2022   | Ліма                 | Перу      | 1 – 1     | Еквадор       | Відбір до ЧС 2022                       | -    | 46'      |
| 24-3-2022  | Монтевідео           | Уругвай   | 1 – 0     | Перу          | Відбір до ЧС 2022                       | -    | 65'      |
| 5-6-2022   | Курналя-да-Льобрегат | Перу      | 1 – 0     | Нова Зеландія | товариський матч                        | -    | 75'      |
| 6-9-2024   | Ліма                 | Перу      | 1 – 1     | Колумбія      | Відбір до ЧС 2026                       | -    | 88'      |
| 10-9-2024  | Кіто                 | Еквадор   | 1 – 0     | Перу          | Відбір до ЧС 2026                       | -    | 79'      |
| Усього     |                      | Матчів    | 13        |               | Голів                                   | 0    |          |